# Corticarina guptai
Corticarina guptai es una especie de coleóptero de la familia Latridiidae.

## Distribución geográfica
Habita en India.